# Kamalia
Kamalia – miasto w Pakistanie, w prowincji Pendżab. W 2017 roku liczyło 135 641 mieszkańców.